# Palacio Brunet
Le Palacio Brunet est un palais, fin du XVIIIe siècle, début du XIXe siècle,  situé Plaza Mayor, au centre historique de Trinidad à Cuba.
Le palais est devenu le Museo Romántico.

## Histoire
Le palais a été construit sous les ordres de Nicolás de la Cruz y Brunet, propriétaire terrien d'origine espagnole, enrichi par les plantations de canne à sucre et le travail de centaines d’esclaves.

## Museo Romántico
Le Museo Romántico abrite des collections du XIXe siècle.
Des œuvres d'Esteban Chartrand, peintre du XIXe siècle, né de mère cubaine et de père français, y sont exposées.